# Лука (Пронских)
Иеромона́х Лука́ (в миру Анто́н Алекса́ндрович Про́нских; род. 9 сентября 1987) — священник Русской православной церкви, и. о. ректора Николо-Угрешской духовной семинарии.

## Биография
В 2010 году окончил Санкт-Петербургский государственный горный институт им. Плеханова. В 2015 году окончил бакалавриат Санкт-Петербургской духовной академии. В 2017 году окончил магистратуру той же академии, а в 2024 году — аспирантуру.
27 сентября 2014 года в академическом храме апостола и евангелиста Иоанна Богослова ректором Санкт-Петербургской духовной академии архиепископом Петергофским Амвросием (Ермаковым) был пострижен во чтеца. 20 марта 2015 года в академическом храме апостола и евангелиста Иоанна Богослова ректором Санкт-Петербургской православной духовной академии архиепископом Петергофским Амвросием (Ермаковым) пострижен в монашество с именем в честь святителя Луки (Войно-Ясенецкого). 5 апреля 2015 года рукоположен в иеродиакона в академическом храме апостола и евангелиста Иоанна Богослова ректором Санкт-Петербургской православной духовной академии архиепископом Петергофским Амвросием (Ермаковым). 18 октября 2015 года рукоположен во иеромонаха в академическом храме апостола и евангелиста Иоанна Богослова ректором Санкт-Петербургской православной духовной академии архиепископом Петергофским Амвросием (Ермаковым).
21 февраля 2023 года распоряжением Федеральной службы по надзору в сфере образования и науки (Рособрнадзора) методисту учебно-методического отдела, старшему преподавателю кафедры церковно-практических дисциплин иеромонаху Луке (Пронских) установлены полномочия эксперта для проведения аккредитационной экспертизы в рамках проведения государственной аккредитации образовательной деятельности по уровню бакалавриата и магистратуры, по направлениям подготовки 48.00.00 Теология.
25 июля 2024 года решением Священного Синода Русской православной церкви назначен исполняющим обязанности ректора Николо-Угрешской семинарии.

## Публикации
- О значении помыслов в духовной жизни (по трудам свт. Феофана Затворника) // Феофановские чтения: Сборник научный статей. Вып. VII. — Рязань: Рязанский государственный ун-т им. С.А. Есенина, 2014. — С. 154—160.
- Основные проблемы церковного служения в исправительных колониях Псковской области // Социальное служение Русской Православной Церкви: проблемы, практики, перспективы: материалы международной научно-практической конференции, 5-7 июня 2014 г.. — СПб.: СПбГИПСР, 2014. — С. 159—163.
- Борьба с помыслами по свт. Феофану Затворнику // Феофановские чтения: сб. науч. статей. Вып. VIII  / Ред. В. В. Каширина. — Рязань: Рязанский государственный ун-т им. С. А. Есенина, 2015. — С. 328—331.
- Церковное социальное служение на примере Покровской общины г. Санкт-Петербурга: проекты // «Я — посвященный от народа». Николай Клюев: поэзия, личность, служение: научный сборник. По материалам Санкт-Петербургских научных чтений, 2009—2014 гг. / сост.: В. А. Доманский, Е. В. Самойлова. — Санкт-Петербург:	Изд-во Общества русской традиционной культуры, 2015. — C. 55—61.
- Влияние социальной деятельности на духовную жизнь христианина // Материалы VII Международной студенческой научно-богословской конференции Санкт-Петербургской православной духовной академии: Сборник докладов. — Санкт-Петербург: Санкт-Петербургская Духовная Академия Русской Православной Церкви, 2015. — С. 328—332.
- Обзор истории совершения проскомидии в Русской Церкви с XII по XIV век // Материалы VIII международной студенческой научно-богословской конференции: Сборник докладов, Санкт-Петербург, 18-19 мая 2016 года. — Санкт-Петербург: Санкт-Петербургская Духовная Академия Русской Православной Церкви, 2016. — С. 351—354.
- Особенности социального служения сестричеств конца XIX века // Православная культура и практика воспитания личности: традиции и современный опыт. Материалы международной научно-практической конференции Пятые Пюхтицкие чтения 11-12 декабря 2016 г.. — Куремяэ, Эстония: Пюхтицкий Успенский монастырь, 2016. — С. 101—110.
- Основные этапы развития института милосердия в России // Материалы IX международной студенческой научно-богословской конференции: к 100-летию подвига новомучеников и исповедников Церкви Русской, Санкт-Петербург, 10-11 мая 2017 года. Часть 1. — Санкт-Петербург: Санкт-Петербургская Духовная Академия Русской Православной Церкви, 2017. — С. 223—227.
- Особенности прохождения социально-миссионерской практики обучающимися в духовных учебных заведениях // Седьмые Пюхтицкие чтения Духовно-нравственное воспитание человека: традиции и современность. Материалы международной научно-практической конференции 11-12 декабря 2018 г.. — Куремяэ, Эстония: Пюхтицкий Успенский монастырь, 2018. — С. 504—507.
- Социальная деятельность учащихся Санкт-Петербургской Духовной Академии // Вестник Исторического общества Санкт-Петербургской Духовной Академии. — 2019. — № 1 (3). — С. 281—306. (соавторы: Хулап Владимир, прот., Кирилл (Забавнов), иером.)
- Митрополит Иоанн (Вендланд): «Это было замечательное время! Я работал в области геологии и в то же время служил священником». К 30-летию со дня кончины, 110-летию со дня рождения // Христианское чтение. — 2019. — № 6. — С. 214—223.
- Основные этапы формирования благотворительного института общин сестер милосердия на Западе и в России // Христианское чтение. — 2020. — № 2. — С. 20—28. (соавтор: Лебедев Алексей, свящ.)
- Особенности социального служения Белорусской Православной Церкви // Социальное служение Православной Церкви: проблемы, практики, перспективы: материалы научно-практической конференции, 5 июня 2020 г.. — СПб.: ЦРКиСО, 2020. — С. 107—114. (соавтор: Баскаков Н., диак.)
- К юбилею заслуженного профессора протоиерея Владимира Сорокина // Вестник Исторического общества Санкт-Петербургской Духовной Академии. — 2020. — № 1 (4). — С. 382—393. (соавтор: Карпук Д. А.)
- Благотворительные организации помощи нуждающимся по материалам журнала «Известия по Санкт-Петербургской епархии» (1895—1915) // Христианское чтение. — 2022. — № 1. — С. 329—340. (соавтор: Хлынов К. А.)
- Принципы педагогической деятельности в служении святого праведного Иоанна Кронштадтского // Духовно-нравственное воспитание. — 2023. — № 1. — С. 24—33. (соавторы: Астэр И., Туховский А., свящ.)
- Служение святого праведного Иоанна Кронштадтского: актуализация опыта для современной социальной работы на приходе // Христианское чтение. — 2023. — № 3. — С. 226—239. (соавторы: Астэр И.)
- Софроний (Смук), архим., Хулап Владимир, прот., Щербак Константин, свящ., Лука (Пронских), иером., Никитин Иоанн, свящ., Ремизов Алексий, диак., Андреев А. А., Антонов С. В., Сапрыкин А., Спицын Д. В. Литургия Преждеосвященных Даров: учебное пособие / под общ. ред. прот. В. Хулапа. — 3-е изд., испр. и доп. — СПб.: Кафедра церковно-практических дисциплин Санкт-Петербургской Духовной Академии Русской Православной Церкви, 2023. — 148 с.
- Актуализация принципов благотворительной деятельности святого Иоанна Кронштадтского в современной практике социального служения на примере проекта «Иоанновская семья» // Вестник Исторического общества Санкт-Петербургской Духовной Академии. — 2025. — № 1 (21). — С. 146—154.
- Наследие милосердного служения святого праведного Иоанна Кронштадтского в отношении зависимых на примере организаций реабилитации в Санкт-Петербургской епархии // Вестник Оренбургской духовной семинарии. — 2025. — Вып. 2 (35). — С. 123—140.